# Dave Grylls
David Mills „Dave” Grylls (ur. 29 września 1957 w Detroit) – amerykański kolarz torowy, srebrny medalista olimpijski.

## Kariera
Największy sukces w karierze Dave Grylls osiągnął w 1984 roku, kiedy reprezentacja USA w składzie: Dave Grylls, Steve Hegg, Pat McDonough i Leonard Nitz zdobyła srebrny medal w drużynowym wyścigu na dochodzenie podczas igrzysk olimpijskich w Los Angeles. Był to jedyny medal wywalczony przez Gryllsa na międzynarodowej imprezie tej rangi oraz jego jedyny start olimpijski. Rok wcześniej wystartował na igrzyskach panamerykańskich w Caracas, gdzie zwyciężył w indywidualnym i drużynowym wyścigu na dochodzenie. Ponadto wielokrotnie zdobywał medale torowych mistrzostw USA, w tym trzy złote (dwa indywidualnie i jeden drużynowo). Nigdy nie zdobył medalu na torowych mistrzostwach świata.